# Göran Beijer (orgelbyggare)
Göran Johansson Beijer, död omkring 1679, var en svensk organist och orgelbyggare i Skövde. 

## Biografi
Göran (Georg, Girgen) Johansson Beijer från Tyskland  arbetade som orgelbyggare och organist.  1662 reparerade han tre tangentinstrument på Visingsborgs slott. Mellan 1656 och 1659 tjänstgjorde han som organist i Lidköpings församling och mellan 1660 och 1665 i Skövde församling. Han blev åter organist i Lidköping 6 mars 1665 med en årlig lön på 120 daler kopparmynt. Men han sade upp sig från tjänsten redan 18 september, på grund av att huset han erbjöds i staden var för litet. Därefter måste han ha sökt sig till  orgelbyggaren Frans Bohl i Sockholm som på kvittenser 1669 kallade sin mästersven "orgelbyggaregesäll". Själv kallade han sig "Orgelmacher" på ett kvitto 1678 för en reparation i Storkyrkan. Beijer avled omkring 1679.

### Familj
Beijer var gift och fick barnen Johan Christopher Beijer, Christian Beijer och två döttrar. En av döttrarna gifte sig med Elias Ambjörnsson i Skövde. Organisten Elias Beijer (1650–1718) i Grevbäcks församling, var eventuellt son till Beijer.

## Lista över orglar
| År   | Ursprunglig kyrka | Stift    | Bild | Manualer | Pedal | Stämmor | Bevarad orgel/fasad | Övrigt                                                                         |
| ---- | ----------------- | -------- | ---- | -------- | ----- | ------- | ------------------- | ------------------------------------------------------------------------------ |
| 1666 | Gränna kyrka      | Växjö    |      |          |       | 8       | Nej/Nej             | Den 1 april 1666 skrevs kontrakt med Beijer om ett nytt orgelverk till kyrkan. |
| 1670 | Torpa kyrka       | Västerås |      |          |       | 6       | Nej/Nej             | Han fick 440 daler kopparmynt för arbetet.                                     |

### Reparationer
| År   | Ursprunglig kyrka | Stift    | Bild | Manualer | Pedal | Stämmor | Bevarad orgel/fasad | Övrigt                                                                        |
| ---- | ----------------- | -------- | ---- | -------- | ----- | ------- | ------------------- | ----------------------------------------------------------------------------- |
| 1656 | Lidköpings kyrka  | Skara    |      |          |       |         | Nej/Nej             | Orgeln reparerades 1656 av Beijer.                                            |
| 1658 | Lidköpings kyrka  | Skara    |      |          |       |         | Nej/Nej             | Orgeln reparerades 1656 av Beijer.                                            |
| 1659 | Skövde kyrka      | Skara    |      |          |       |         | Nej/Nej             | Orgeln reparerades 1659 av Beijer.                                            |
| 1671 | Västerås domkyrka | Västerås |      |          |       |         | Nej/Nej             | Renovering. Arbetat kostade 700 daler.                                        |
| 1678 | Skara domkyrka    | Skara    |      |          |       |         | Nej/Nej             | Reparation.                                                                   |
| 1678 | Habo kyrka        | Skara    |      |          |       |         | Nej/Nej             | Orgeln reparerades 1678 av Beijer. Orgel reparerades 1680 av bröderna Beijer. |